# Harakana Halli, Maddur
Harakana Halli là một làng thuộc tehsil Maddur, huyện Mandya, bang Karnataka, Ấn Độ.